# الانتخابات الرئاسية الفرنسية 2017
أُجريت الانتخابات الرئاسية في فرنسا في 23 أبريل و7 مايو 2017. كان الرئيس الحالي فرانسوا هولاند من الحزب الاشتراكي مؤهلاً للترشح لولاية ثانية، لكنه أعلن في 1 ديسمبر 2016 أنه لن يترشح لإعادة انتخابه، في ظل تدنّي شعبيته، ليُصبح أول رئيس في الجمهورية الخامسة لا يسعى لولاية ثانية. ونظرًا لعدم حصول أي مرشح على الأغلبية في الجولة الأولى، أُجريت جولة إعادة بين المرشحين الحاصلين على أعلى الأصوات، إيمانويل ماكرون من حركة "إلى الأمام!" ومارين لوبان من "الجبهة الوطنية"، والتي فاز بها ماكرون بفارق يزيد عن 30% من الأصوات.
تصدر فرانسوا فيون من حزب الجمهوريين—بعد فوزه في أول انتخابات تمهيدية مفتوحة للحزب—ومارين لوبان من الجبهة الوطنية استطلاعات الرأي للجولة الأولى في نوفمبر 2016 ومنتصف يناير 2017. ومع نهاية يناير، تراجعت شعبيتهما بعد فضيحة "بينيلوب غيت"، التي كشفت عن توظيف فيون لأفراد من عائلته في وظائف يُحتمل أنها وهمية، مما أدى إلى تراجع موقعه في الاستطلاعات، بينما صعد ماكرون ليحتل المركز الثاني بانتظام. في الأثناء، فاز بونوا أمون في الانتخابات التمهيدية للحزب الاشتراكي، لكنه جاء في المركز الرابع في الاستطلاعات. ومع الأداء القوي في المناظرات، صعد جان لوك ميلونشون من حركة "فرنسا الأبية" في الاستطلاعات أواخر مارس، متجاوزًا أمون واقترب من فيون.
أُجريت الجولة الأولى في ظل حالة الطوارئ المعلنة عقب هجمات باريس في نوفمبر 2015. وبعد نتائج الجولة الأولى، تأهل ماكرون ولوبان إلى جولة الإعادة في مايو. وكانت تلك أول مرة منذ عام 2002 تصل فيها مرشحة من الجبهة الوطنية إلى الجولة الثانية، وأول مرة في تاريخ الجمهورية الخامسة لا يتأهل فيها مرشح من الأحزاب التقليدية اليمينية أو اليسارية. وقد بلغ مجموع أصوات الحزبين التقليديين حوالي 26% فقط من مجموع الناخبين المؤهلين، وهو أدنى مستوى تاريخي.
أظهرت التقديرات الأولية لنتائج الجولة الثانية في مايو أن ماكرون فاز بفارق كبير؛ وأقرت لوبان بهزيمتها على الفور. وبعد أن نشرت وزارة الداخلية النتائج الأولية، أعلن المجلس الدستوري النتائج الرسمية للجولة الثانية في مايو. وبشكل عام، صوّت 43.6% من إجمالي الناخبين المسجلين لصالح ماكرون؛ بينما كان ثلثا الناخبين قد صوّتوا ضد مرشح الجبهة الوطنية جان ماري لوبان في عام 2002. وعندما تولى ماكرون منصبه في 14مايو، أصبح أصغر رئيس في تاريخ فرنسا، وأصغر رئيس دولة فرنسي منذ نابليون. وفي اليوم التالي، سمّى إدوار فيليب رئيسًا للوزراء، وتم تشكيل الحكومة الأولى في مايو. وأعقبت ذلك الانتخابات التشريعية في 11 و18 يونيو، والتي منحت حركة "إلى الأمام!" أغلبية برلمانية كبيرة.

## خلفية

### نظام الانتخاب
رئيس الجمهورية الفرنسية ينتخب بالاقتراع العام والمباشر. ينتخب لولاية تدوم خمس سنوات بنظام الاقتراع على دورتين. إذا لم يستطع أي مترشح الحصول على الأغلبية المطلقة للأصوات الصحيحة في الدورة الأولى من الانتخابات، يتم تنظيم دورة ثانية بعد 14 يوما على أقصى تقدير، ويتقدم للدورة الثانية فقط المترشحين اللذين أتيا في المرتبة ة الأولى والثانية في الدورة الأولى.
يجب أن يستوفي المترشحون عدة شروط:
- أن يحمل الجنسية الفرنسية وأن يكون غير ممنوع من ممارسة حقوقه المدنية.
- أن يكون عمره 18 سنة على الأقل.
- أن يكون مسجل في القوائم الانتخابية.
- أن يعلن عن ممتلكاته.
- أن يمتلك حساب بنكي خاص بالحملة الانتخابية.
- الحصول على 500 توقيع على الأقل من أعضاء البرلمان الفرنسي (الجمعية الوطنية و‌مجلس الشيوخ) أو المسؤولين المحليين المنتخبين (عمداء المدن، الأعضاء المنتخبين لمجلس الفرنسيين بالخارج، رؤساء الهيئات التشريعية للمتروبول و‌الجماعات الحضرية و‌جماعات التكتل و‌جماعات البلديات، أعضاء المجالس الإقليمية و‌مجلس متروبول ليون و‌مجلس باريس، أعضاء المجالس الجهوية، الأعضاء المنتخبين لمجلس كورسيكا، الأعضاء المنتخبين للمجالس التشريعية أو الهيئات التنفيذية لتجمعات ما وراء البحار، رئيس بولينزيا الفرنسية و‌رئيس حكومة كاليدونيا الجديدة، الأعضاء الفرنسيين المنتخبين في البرلمان الأوروبي).

ينص الدستور على:
- أنه إذا حصل مانع أو وفاة في آخر أسبوع لتقديم الترشحات لشخص أعلن نيته الترشح، يمكن للمجلس الدستوري تأجيل الانتخابات.
- أنه في حالة حصول مانع أو وفاة مترشح قبل الدورة الأولى، يتم تأجيل الانتخابات.
- أنه في حالة حصول مانع أو وفاة مترشح متأهل للدورة الثانية، يتم إعادة العملية الانتخابية برمتها.

حسب الفصل 58 من الدستور الفرنسي، فإن المجلس الدستوري هو ضامن حسن سير الانتخابات، النظر في الطعون وإعلان النتائج.

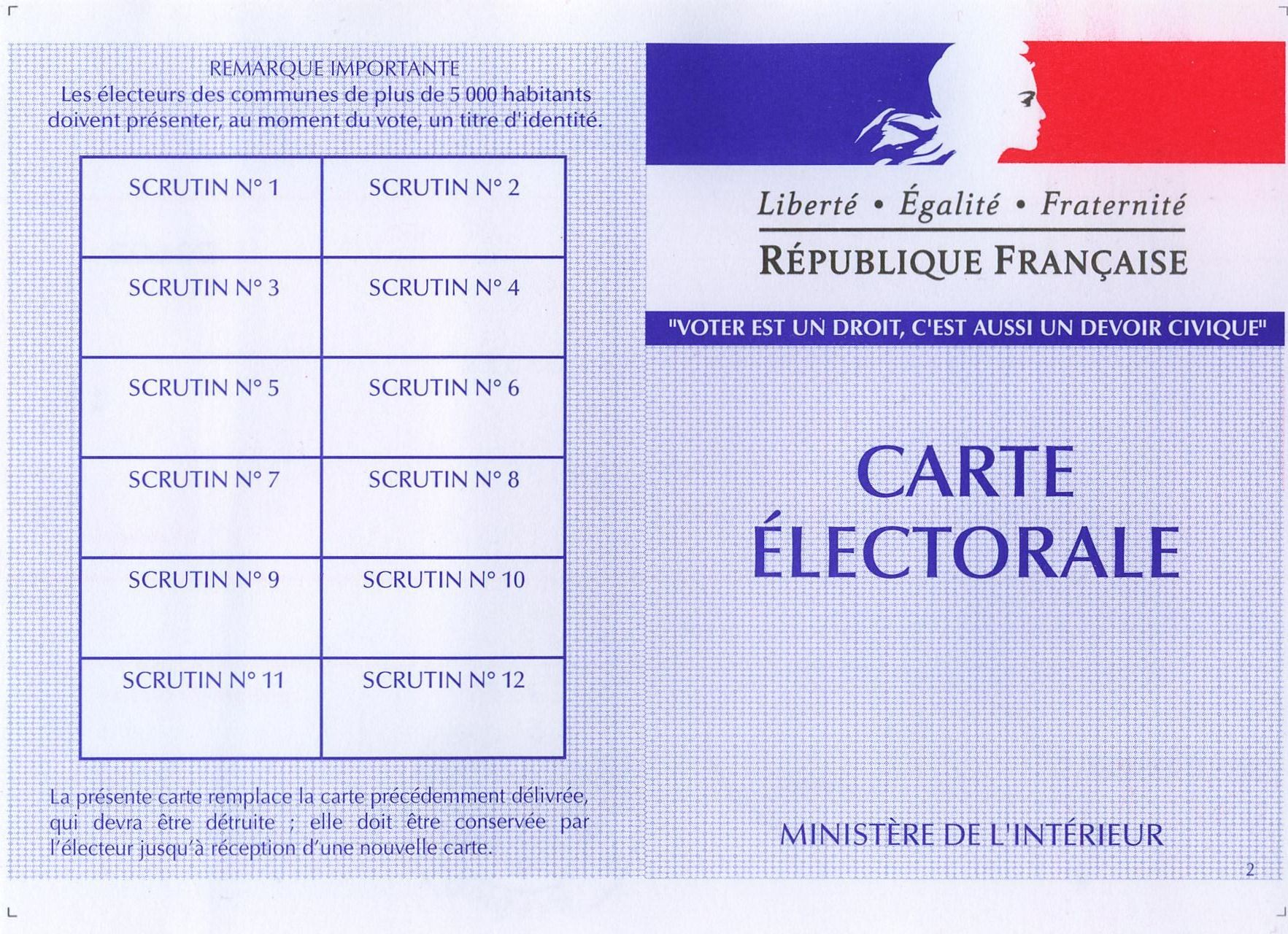
وجه البطاقة الانتخابية.
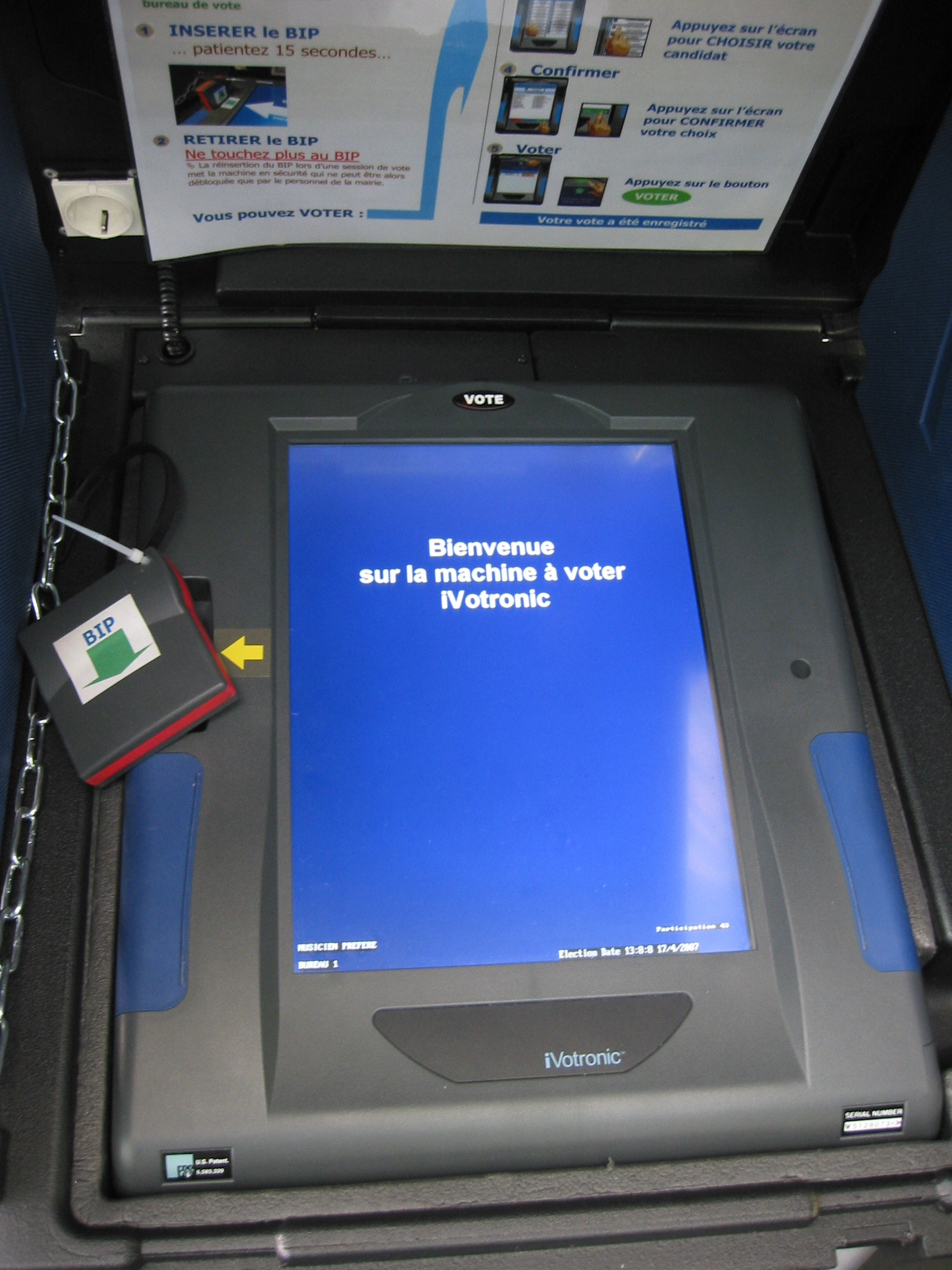
آلة تصويت إلكتروني.

### خلفية سياسية
تأتي الانتخابات الرئاسية الفرنسية لعام 2017 وسط صعود شعبية أحزاب أقصى اليمين في أوروبا والولايات المتحدة الأمريكية. إذ حققت الأحزاب المحسوبة على التيار الشعبوي اليميني انتصارات انتخابية هامة منها استفتاء انفصال المملكة المتحدة عن الاتحاد الأوروبي 2016 وانتخاب دونالد ترمب رئيسًا للولايات المتحدة الأمريكية فيي انتخابات 2016. وتشجع هذه النتائج مرشحة حزب الجبهة الوطنية مارين لوبن في تحقق الأمر ذاته في فرنسا. وتوقع مركز ستراتفور الاستراتيجي احتمالية نهاية منطقة اليورو حال فوز لوبان بالرئاسة.

## الانتخابات التمهيدية

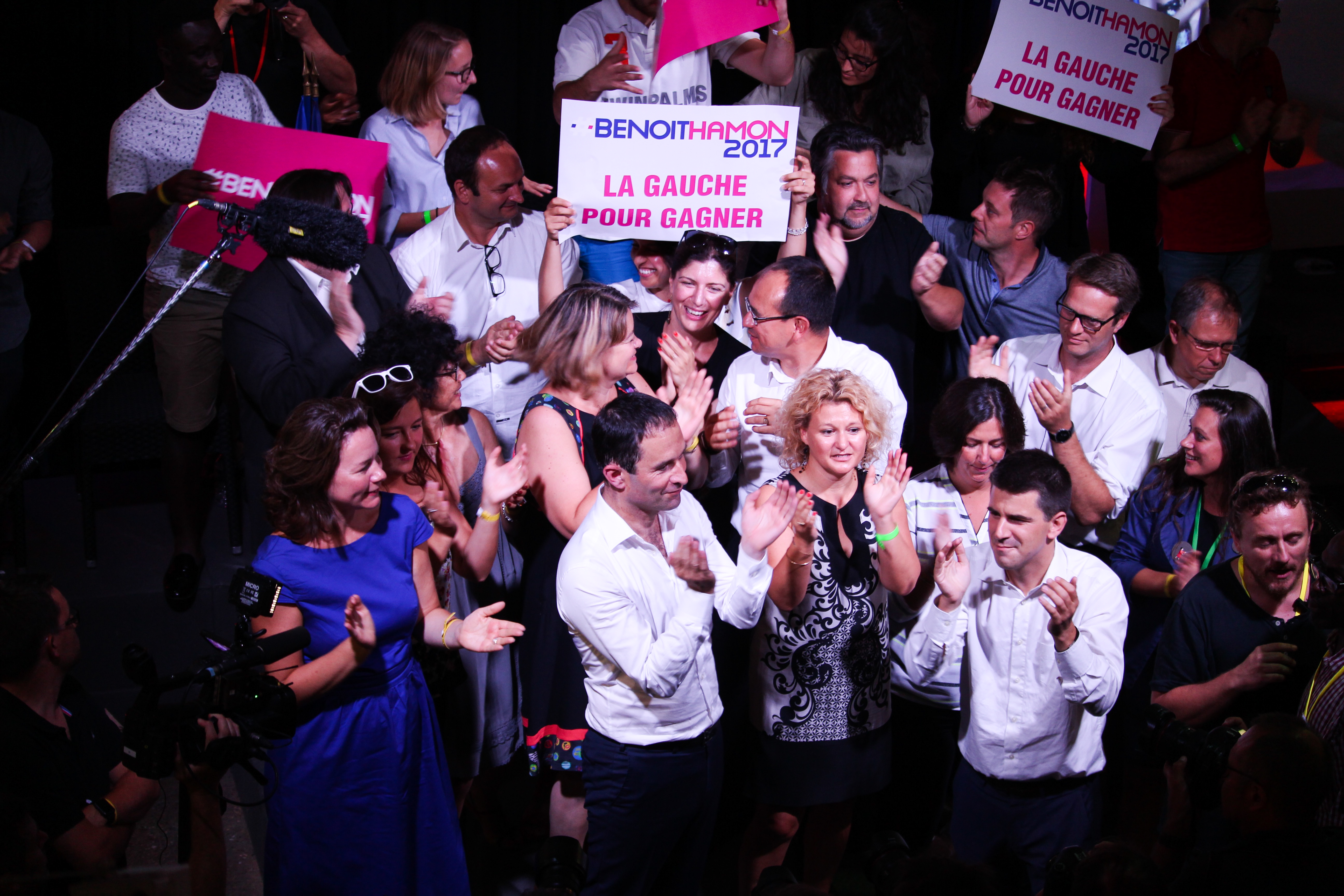
مرشح حزب الاشتراكي بونوا أمون وسط انصاره في سان دوني

### حزب الجمهوريون
كانت الانتخابات التمهيدية التي أجراها حزب الجمهورين في نوفمبر 2016 هي الأولى من نوعها في تاريخه لاختيار مرشح الحزب، بعد أن كانت الأحزاب اليسارية تطبق هذه الطريقة خلال السنوات الماضية. وخلافًا للتوقعات، حصل الرئيس السابق نيكولا ساركوزي على أقل من 21% الأصوات في الجولة الأولى من التصويت ليحل ثالثًا خلف رئيس الوزراء الأسبق فرانسوا فيون ورئيس الوزراء الأسبق آلان جوبيه، ويعلن بعدها ساركوزي انسحابه من الحياة السياسية. وفي الجولة الثانية التي أقيمت يوم 27 نوفمبر 2016، نجح فيون في الفوز بفارق مريح على جوبيه ليصبح هو مرشح حزبه في الانتخبات الرئاسية.

### حزب الاشتراكي
قرر الرئيس المنتهية ولايته فرانسوا هولاند يوم 1 ديسمبر 2016 عدم ترشحه لولاية ثانية، وبذلك بات الرئيس الأول الذي يرفض الترشح لولاية ثانية منذ العام 1958. واجه هولاند معارضة شديدة حتى داخل حزبه، الحزب الاشتراكي، خصوصًا مطلع عام 2016 بسبب مشروع إصلاح قانون العمل، ما دفع آلاف المتظاهرين إلى النزول إلى الشارع للاحتجاج.
جرت الجولة الأولى للانتخابات التمهيدية للحزب الاشتراكي يوم 22 يناير 2017، وحلّ فيها وزير التعليم السابق بونوا أمون أولاً بشكل مفاجئ بنسبة 36.30 في المائة وبفارق خمس نقاط عن منافسه رئيس الوزراء السابق، مانويل فالس. وفي الجولة الثانية التي أقيمت يوم 29 يناير، حصل أمون على من 58% من الأصوات منتصرا على فالس، وبذلك أصبح أمون مرشح الحزب الاشتراكيي في الانتخابات.

## المرشحون

### القائمة النهائية
| اسم المرشّح (العمر) والحزب أو الحركة السياسية              | اسم المرشّح (العمر) والحزب أو الحركة السياسية | اسم المرشّح (العمر) والحزب أو الحركة السياسية | المنصب السياسي | الشعار المرئي والمكتوب ونتيجة الانتخابات                                                                                 | ملاحظات |
| --------------------------------------------------------- | -------------------------------------------- | -------------------------------------------- | --- | --- | --- |
| إيمانويل ماكرون (39 سنة) إلى الأمام! (!EM)                |                                              |                                              | رئيس حزب إلى الأمام! (منذ 2016) مناصب سابقة - وزير الاقتصاد والمالية والاقتصاد الرقمي بين 2014 و2016 | La France doit être une chance pour tous (فرنسا يجب أن تكون فرصة للجميع)                                                 | وزير الاقتصاد تحت رئاسة فرانسوا أولاند في أغسطس 2014، اكتسب شعبية كبيرة وأعلن عن تأسيس حركته إلى الأمام! في أبريل 2016 التي تنتمي للتيار الوسطي. غادر منصبه في الحكومة في أغسطس من نفس السنة قبل أن ينشر كتابه ثورة (Révolution) ويعلن ترشحه للرئاسة في 16 نوفمبر، متميزا بذلك بأنه لم يسبق له أن ترشح لأي انتخابات سابقة مهما كان نوعها. بين فبراير و‌أبريل 2017، تحصل على دعم الوسطي فرنسوا بايرو و‌وزير الدفاع جان إيف لودريان و‌رؤساء الوزراء السابقين مانويل فالس و‌دومينيك دو فيلبان.                 |
| مارين لوبن (48 سنة) الجبهة الوطنية (FN)                   |                                              |                                              | رئيسة حزب الجبهة الوطنية (منذ 2011) نائبة في البرلمان الأوروبي (منذ 2004) | Remettre la France en ordre (إعادة فرنسا إلى النظام)                                                                     | كرئيسة لحزب الجبهة الوطنية من 2011، ترشحت لأول مرة في رئاسية 2012 أين تحصلت على المرتبة الثالثة. بعد التقدم الكبير للجبهة الوطنية في 2014 (البلدية و‌الأوروبية) و2015 (الإقليمية و‌الجهوية)، اعتبرها العديد من المراقبون في وضع جيد للحصول على نسبة مهمة في انتخابات 2017، التي ترشحت لها في 8 فبراير 2016. |
| بونوا أمون (49 سنة) الحزب الاشتراكي (PS)                  |                                              |                                              | نائب عن الإيفلين (2012 ثم منذ 2014) مناصب سابقة - وزير التربية الوطنية و‌التعليم العالي والبحث في 2014. - وزير منتدب لدى وزير الاقتصاد والمالية مكلف بالاقتصاد الاجتماعي والتضامني والاستهلاك بين 2012 و2014. - وزير منتدب لدى وزير الاقتصاد والمالية والتجارة الخارجية مكلف بالاقتصاد الاجتماعي والتضامني في 2012. - نائب في البرلمان الأوروبي بين 2004 و2009. | Faire battre le cœur de la France (لنبض قلب فرنسا) خسر من الدورة الأولى (دعا للتصويت لإيمانويل ماكرون في الدورة الثانية) | وزير سابق تحت رئاسة فرانسوا أولاند، قبل أن يغادر منصبه ويصبح من الرافضين لسياسته الليبرالية الاجتماعية، أعلن عن ترشحه في 16 أغسطس 2016. في 29 يناير 2017، فاز بالانتخابات التمهيدية للحزب الاشتراكي. نصب من قبل الحزب الاشتراكي في 5 فبراير 2017. في 23 فبراير 2017، تحصل على دعم المرشح الإيكولوجي يانيك جادو. |
| نتالي أرتو (47 سنة) النضال العمالي (LO)                   |                                              |                                              | الناطقة الرسمية باسم حزب النضال العمالي (منذ 2008) | Faire entendre le camp des travailleurs (لإسماع صوت معسكر العمال) خسرت من الدورة الأولى                                  | كانت مرشحة للانتخابات الرئاسية في 2012، والتي أنهتها في المرتبة التاسعة. تم تنصيبها من قبل حزبها في 14 مارس 2016 لتمثله للمرة الثانية في الرئاسية. |
| فيليب بوتو (50 سنة) الحزب الجديد المناهض للرأسمالية (NPA) |                                              |                                              | ناشط في الحزب الجديد المناهض للرأسمالية (منذ 2009) | Nos vies, pas leurs profits ! (حياتنا، وليس أرباحهم!) خسر من الدورة الأولى                                               | بالرغم من مقاطعته لإدارة الحزب منذ 2014، والذي مثله في رئاسية 2012 وجاء حينها في المرتبة الثامنة، إلا أنه قد تم تنصيبه في 20 مارس 2016 من قبل هذا الحزب ذو التوجه التروتسكي. واجه في البداية صعوبات لجمع ال500 إمضاء اللازمة للترشح للرئاسية، ولكنه نجح في النهاية. |
| جاك شوميناد (75 سنة) التضامن والتقدم (S&P)                |                                              |                                              | رئيس حزب التضامن والتقدم (منذ 1996) | Se libérer de l'occupation financière (التحرر من الإحتلال المالي) خسر من الدورة الأولى                                   | كان قد شارك في انتخابات 1995 و‌انتخابات 2012، أعلن عن ترشحه في 4 أبريل 2016، وتمكن للمرة الثالثة من الحصول على ال500 إمضاء المطلوبة. |
| جان لاسال (61 سنة) لنقاوم!                                |                                              |                                              | نائب عن البرانيس الأطلسية (منذ 2002) عمدة لورديو إيشار (منذ 1977) | Le temps est venu. (لقد حان الوقت.) خسر من الدورة الأولى                                                                 | كان أحد أعمدة حزب الحركة الديمقراطية ومن المقربين من رئيسها فرنسوا بايرو، إلا أنه نأى بنفسه عنه بعد خلاف استراتيجي وغادر الحزب في 2016. عرف بسيره مشيا في أنحاء فرنسا بين أبريل و‌ديسمبر 2013، أعلن رسميا عن ترشحه كمستقل في 17 مارس 2016، ويريد بذلك تمثيل الأوساط الريفية والزراعية. في أواخر 2016، أطلق اسم «لنقاوم!» (!Résistons) على حركته الانتخابية. |
| جان لوك ميلونشون (65 سنة) فرنسا الأبية (FI)               |                                              |                                              | نائب في البرلمان الأوروبي (منذ 2009) مناصب سابقة - رئيس ثم الرئيس المشترك لحزب اليسار بين 2009 و2014. - عضو مجلس الشيوخ الفرنسي عن الإيسون بين 1986 و2000 ثم بين 2004 و2010. - وزير منتدب للتعليم المهني بين 2000 و2002. | La force du peuple (قوة الشعب) خسر من الدورة الأولى                                                                      | بعد تحصله على المرتبة الرابعة فانتخابات 2012 ممثلا حزب اليسار، ابتعد عنه بعد ذلك شيئا فشيئا، معترضا عن اختيارات شركائه الشيوعيين. أطلق بعدها حركة فرنسا غير الخاضعة، وأعلن رسميا عن ترشحه في 10 فبراير 2016، ثم نشر كتابه الذي يحتوي برنامجه الانتخابي والذي يحمل عنوان مستقبل مشترك (L'Avenir en commun) في ديسمبر من نفس السنة. تحصل رسميا على دعم الحزب الشيوعي الفرنسي. انبهر العديد من المراقبين بحيوية ونشاط حملته الانتخابية، واستخدامه الكبير لوسائل التواصل الاجتماعي والتكنولوجيات الجديدة. · |
| نيكولا دوبون إينيون (56 سنة) انهضي فرنسا (DLF)            |                                              |                                              | رئيس حزب انهضي فرنسا (منذ 2008) نائب عن إيسون (منذ 1997) عمدة يار (منذ 1995) | Debout la France ! (انهضي فرنسا!) خسر من الدورة الأولى                                                                   | بعد محاولة أولى في رئاسية 2012 أين جاء في المرتبة السابعة وتقدم طفيف لحزبه في الانتخابات الجهوية 2015، أعلن عن ترشحه للمرة الثانية في 15 مارس 2016 ونشر كتابين يحتويان برنامجه الانتخابي، الأول عنوانه فرنسا، قفي وسيري (France, lève-toi et marche) في 2016 والثاني عنوانه أجندتي كرئيس (Mon agenda de président) في 2017. |
| فرانسوا أسلينو (59 سنة) الاتحاد الجمهوري الشعبي (UPR)     |                                              |                                              | رئيس الاتحاد الجمهوري الشعبي (منذ 2007) | Un choix historique (اختيار تاريخي) خسر من الدورة الأولى                                                                 | مناصر للسيادية (السيادة الوطنية) وفي بعض الأوقات يوصف كأنه مؤمن بنظرية المؤامرة، فشل فالترشح لانتخابات 2012. بالرغم من ذلك، وفي خطوة مفاجأة للجميع، سرعان ما تحصل على ال500 توقيع اللازمة للترشح لرئاسية 2017. وبالرغم من الشهرة الضعيفة لحزبه، إلا أن لديه عددا كبيرا من الناشطين على الأنترنت. |
| فرنسوا فيون (63 سنة) الجمهوريون (LR)                      |                                              |                                              | نائب عن باريس (منذ 2012) مناصب سابقة - الرئيس المشترك لحزب الاتحاد من أجل حركة شعبية (UMP) (بالإنابة) في 2014. - رئيس كتلة التجمع-UMP في الجمعية الوطنية الفرنسية بين 2012 و2013. - وزير البيئة والتنمية المستديمة والنقل و‌الإسكان في 2012. - رئيس الوزراء بين 2007 و2012. - نائب عن سارت بين 1981 و1993 ثم بين 1997 و2002 ثم في 2007. - عضو مجلس الشيوخ الفرنسي عن سارت في 2004 ثم بين 2005 و2007. - وزير التربية الوطنية و‌التعليم العالي والبحث بين 2004 و2005. - وزير الشؤون الاجتماعية و‌العمل والتضامن بين 2002 و2004. - رئيس المجلس الجهوي لمنطقة بايي دو لا لوار بين 1998 و2002. - عمدة صابليه سور سارت بين 1983 و2001. - رئيس المجلس الإقليمي لسارت بين 1992 و1998. - وزير منتدب مكلف بالبريد والاتصالات والفضاء بين 1995 و1997. - وزير تكنولوجيات المعلومات والبريد في 1995. - وزير التعليم العالي والبحث بين 1993 و1995. | Une volonté pour la France (إرادة من أجل فرنسا) خسر من الدورة الأولى (دعا للتصويت لإيمانويل ماكرون في الدورة الثانية)    | أعلن نيته الترشح منذ 2013، وأصبح ذلك رسميا في 16 أبريل 2015. نشر كتابين يحملان برنامجه الانتخابي: الأول عنوانه يفعل (Faire) في سبتمبر 2015، والثاني عنوانه هزيمة الشمولية الإسلامية (Vaincre le totalitarisme islamique) في سبتمبر 2016. في 27 نوفمبر 2016، فاز في الانتخابات التمهيدية الفرنسية لليمين والوسط، وصادق المجلس الوطني لحزب الجمهوريون على ترشحه في 14 يناير 2017. تخللت حملته الانتخابية عدة قضايا فساد كشفت عنها صحيفة لو كنار أونشينيه، وأثرت على صورته بشكل كبير.                      |

### مرشحون منسحبون
أعلن فرنسوا بايرو رئيس حزب الحركة الديمقراطية يوم 22 فبراير 2017 عدم خوضه الانتخابات الرئاسية ودعم المرشح الوسطي إيمانويل ماكرون، مؤكدا أنه يريد بذلك التصدي لليمين المتشدد في السباق الرئاسي الذي تمثله المرشحة مارين لوبن.
قرر مرشح حزب البيئة يانيك جادو يوم 23 فبراير انسحابه من سباق الانتخابات الرئاسية ودعم مرشح حزب الاشتراكي بونوا أمون.

## النتائج

### الدور الأول
مباشرة بعد إعلان نتائج الدورة الأولى في مساء 23 أبريل 2017، دعا كل من فرنسوا فيون (الجمهوريون) و‌بونوا أمون (الحزب الاشتراكي) للتصويت لصالح إيمانويل ماكرون لإلحاق الهزيمة بمارين لوبن. فيما يخص جان لوك ميلونشون، فقد قال أنه سيطلب أولا رأي ال000 450 الذين نصبوه عبر تصويت على الأنترنت، قبل أن يدعو للتصويت لماكرون أو إعطاء صوت أبيض (ورقة بيضاء). نيكولا دوبون إينيون طلب رأي حزبه قبل الدعوة للتصويت لأحد المترشحين للدورة الثانية. جون لاسال و‌فيليب بوتو و‌فرانسوا أسلينو و‌نتالي أرتو و‌جاك شوميناد لم يدعو للتصويت لأي أحد.

كل من الرابطة الدولية لمكافحة العنصرية ومعاداة السامية و‌إس أو إس عنصرية و‌المجلس التمثيلي للمؤسسات اليهودية في فرنسا و‌المجلس الفرنسي للديانة الإسلامية و‌اتحاد المنظمات الإسلامية في فرنسا دعوا للتصويت لصالح إيمانويل ماكرون.
|                                         | إيمانويل ماكرون          | إلى الأمام!                      | EM                       | 8٬656٬346  | 24.01% | 20٬753٬798 | 66.10% |  |  |  |  |  |  |  |
|                                         | مارين لوبن               | الجبهة الوطنية                   | FN                       | 7٬678٬491  | 21.30% | 10٬653٬798 | 33.90% |  |  |  |  |  |  |  |
|                                         | فرنسوا فيون              | الجمهوريون                       | LR                       | 7٬212٬995  | 20.01% |            |        |  |  |  |  |  |  |  |
|                                         | جان لوك ميلونشون         | فرنسا غير الخاضعة                | FI                       | 7٬059٬951  | 19.58% |            |        |  |  |  |  |  |  |  |
|                                         | بونوا أمون               | الحزب الاشتراكي                  | PS                       | 2٬291٬288  | 6.36%  |            |        |  |  |  |  |  |  |  |
|                                         | نيكولا دوبون إينيون      | انهضي فرنسا                      | DLF                      | 1٬695٬000  | 4.70%  |            |        |  |  |  |  |  |  |  |
|                                         | جون لاسال                | المقاومون                        | المقاومون                | 435٬301    | 1.21%  |            |        |  |  |  |  |  |  |  |
|                                         | فيليب بوتو               | الحزب الجديد المناهض للرأسمالية ‏ | NPA                      | 394٬505    | 1.09%  |            |        |  |  |  |  |  |  |  |
|                                         | فرانسوا أسلينو           | الإتحاد الجمهوري الشعبي          | UPR                      | 332٬547    | 0.92%  |            |        |  |  |  |  |  |  |  |
|                                         | نتالي أرتو               | النضال العمالي ‏                  | LO                       | 232٬384    | 0.64%  |            |        |  |  |  |  |  |  |  |
|                                         | جاك شوميناد ‏             | التضامن والتقدم                  | S&P                      | 65٬586     | 0.18%  |            |        |  |  |  |  |  |  |  |
|                                         |                          |                                  |                          |            |        |            |        |  |  |  |  |  |  |  |
| الإجمالي                                | الإجمالي                 | الإجمالي                         | الإجمالي                 | 36٬054٬394 | 100%   | 31٬397٬916 | 100%   |  |  |  |  |  |  |  |
|                                         |                          |                                  |                          |            |        |            |        |  |  |  |  |  |  |  |
| الأصوات الصحيحة                         | الأصوات الصحيحة          | الأصوات الصحيحة                  | الأصوات الصحيحة          | 36٬054٬394 | 97.45% | 31٬397٬916 | 88.53% |  |  |  |  |  |  |  |
| الأوراق البيضاء                         | الأوراق البيضاء          | الأوراق البيضاء                  | الأوراق البيضاء          | 659٬997    | 1.78%  | 3٬019٬724  | 8.51%  |  |  |  |  |  |  |  |
| الأصوات الباطلة                         | الأصوات الباطلة          | الأصوات الباطلة                  | الأصوات الباطلة          | 289٬337    | 0.77%  | 1٬049٬532  | 2.96%  |  |  |  |  |  |  |  |
| نسبة المشاركة في التصويت                | نسبة المشاركة في التصويت | نسبة المشاركة في التصويت         | نسبة المشاركة في التصويت | 37٬003٬728 | 77.77% | 35٬467٬172 | 74.56% |  |  |  |  |  |  |  |
| الممتنعون عن التصويت                    | الممتنعون عن التصويت     | الممتنعون عن التصويت             | الممتنعون عن التصويت     | 10٬578٬455 | 22.23% | 12٬101٬416 | 25.44% |  |  |  |  |  |  |  |
| المصوتين المسجلين                       | المصوتين المسجلين        | المصوتين المسجلين                | المصوتين المسجلين        | 47٬582٬183 |        | 47٬568٬588 |        |  |  |  |  |  |  |  |
|                                         |                          |                                  |                          |            |        |            |        |  |  |  |  |  |  |  |
| المصدر: المجلس الدستوري، وزارة الداخلية |                          |                                  |                          |            |        |            |        |  |  |  |  |  |  |  |

### الدور الثاني
دار الدور الثاني في 07 ماي 2017 و توجه الناخبون من الثامنة صباحا إلى الثامنة مساءاً بنسبة مشاركة 65.9% منخفضة بالنسبة لانتخابات السابقة.
تكهنت كل مكاتب الاستطلاع بفوز إيمانويل ماكرون 65% ضد مارين لوبن ب35%
لكن النتائج التي أعلنتها اللجنة كانت متقاربة مع التكهنات.
- إيمانويل ماكرون :
- مارين لوبن :

## المقالات ذات صلة
- قائمة الانتخابات في 2017
- الانتخابات الرئاسية في فرنسا
- قائمة استطلاعات الرأي في الانتخابات الرئاسية الفرنسية 2017